# Heidenreich von Letmathe

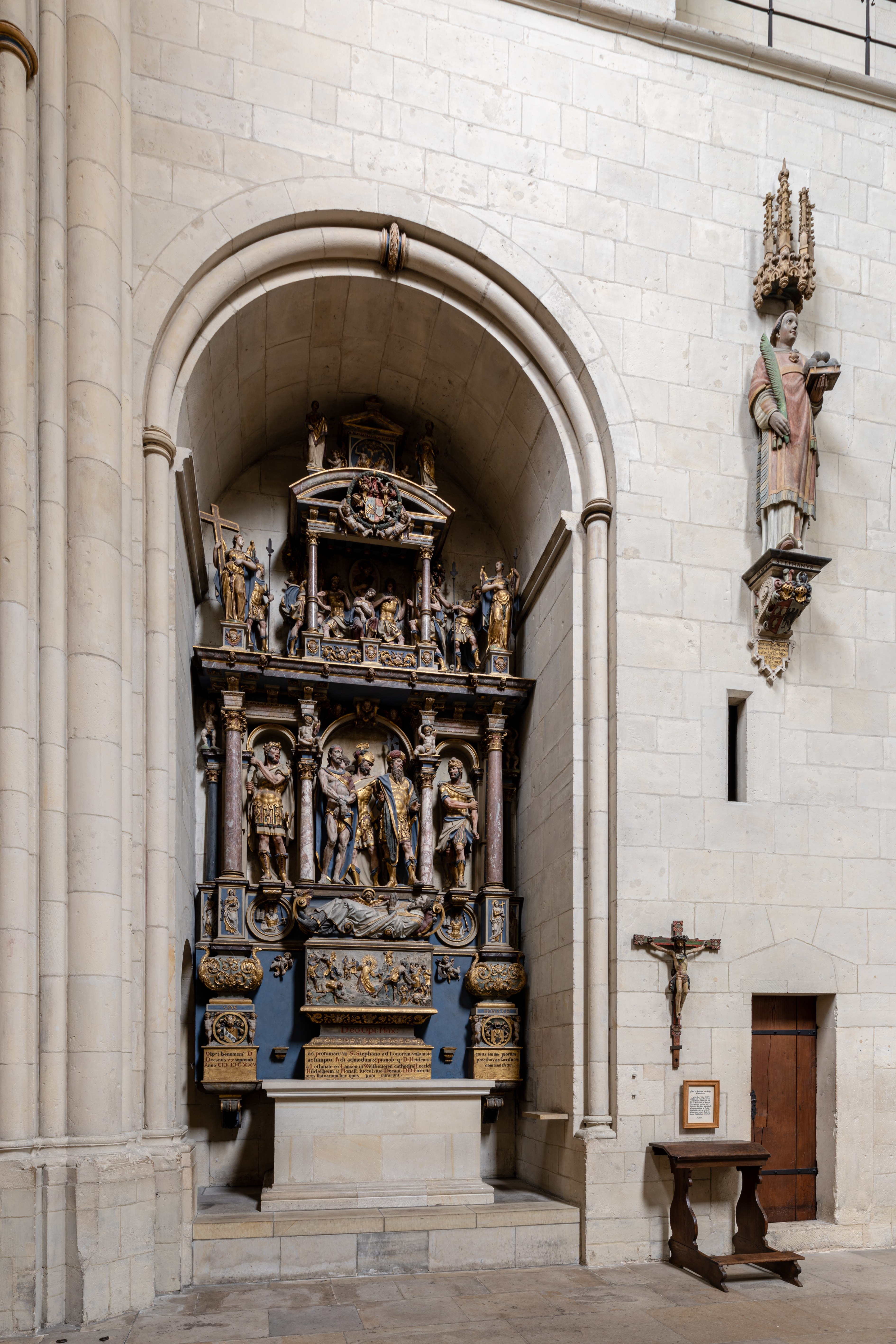
Stephanusaltar und Epitaph des Heidenreich von Letmathe im Dom zu Münster

Heidenreich von Letmathe (* um 1570; † 25. September 1625) war ein römisch-katholischer Geistlicher und Domdechant in Münster.

## Leben

### Herkunft und Familie
Heidenreich von Letmathe entstammte der westfälischen Adelsfamilie von Letmathe. Er war der Sohn des Temmo von Letmathe zu Langen (1530–1588) und dessen Gemahlin Jaspara Droste zu Vischering. Sie war die Tochter des Heidenreich Droste zu Vischering. Sein Bruder Franz (1575–1638) war Subdiakon und Domherr in Münster, Johann ebenfalls.

### Wirken
Am 6. Oktober 1592 kam Heidenreich in den Besitz einer Dompräbende, nachdem der Domherr Wilhelm Ketteler verzichtet hatte. Zuvor hatte sein Bruder Johann vergeblich versucht, ihn in den Besitz der Präbende des Domherrn Melchior von Büren zu bringen. Die Weihe zum Subdiakon fiel auf den 24. September 1594. Am Tag zuvor hatte er die Niederen Weihen empfangen. Nach dem Tode des Domdechanten Arnold von Büren wurde eine Neuwahl erforderlich, bei der sich die Domkapitulare am 17. Februar 1615 für Heidenreich entschieden. Seinen Amtseid leistete er am 9. März und nahm die Domdechanei in Besitz. Im Jahr zuvor war er bereits im Besitze der Domdechanei in Paderborn. Er hatte große Schwierigkeiten, gegen das Konkubinat der Domherren vorzugehen. Diese musste er wiederholt zu einem gesitteteren Lebenswandel ermahnen und zum regelmäßigen Besuch des Gottesdienstes anhalten. Sein Vorgänger Arnold von Büren hatte sich mit den gleichen Problemen zu beschäftigen. Im Juli 1619 hatte er die Absicht geäußert, aus gesundheitlichen Gründen auf das Amt zu verzichten. Auf Drängen des Domkapitels blieb Heidenreich doch noch im Amt.